# Agromyza bispinata
Agromyza bispinata är en tvåvingeart som beskrevs av Spencer 1969. Agromyza bispinata ingår i släktet Agromyza och familjen minerarflugor. Inga underarter finns listade i Catalogue of Life.